# Gawril Georgiew
Gawril Georgiew, eigentlich Gawril Georgiew Boshinow (bulgarisch Гаврил Георгиев, * 1870 in Ismajil; † 20. April 1917 in Sofia), war ein bulgarischer Politiker und Journalist.

## Leben
Georgiew wurde im damals rumänischen Ismajil geboren. 1893 wurde er Mitglied und Sekretär des Parteirats der Bulgarischen Sozialdemokratischen Partei. Georgiew gehörte zu den politischen Weggefährten Dimityr Blagoews und Georgi Kirkows. Im Jahr 1894 wurde er Mitglied des Zentralkomitees der Partei. Ab 1900 war er als Redakteur der Parteizeitung Rabotnitscheski Westnik tätig. Krankheitsbedingt zog er sich 1909 von der politischen Arbeit zurück.